# باشوان
باشوان، روستایی از توابع بخش ننور شهرستان بانه در استان کردستان ایران است.

## جمعیت
این روستا در دهستان بوئین قرار دارد و براساس سرشماری مرکز آمار ایران در سال ۱۳۸۵، جمعیت آن ۱۵۷ نفر (۲۴خانوار) بوده‌است.